# Municipalità locale di Magareng
Magareng è una municipalità locale (in inglese Magareng Local Municipality) appartenente alla municipalità distrettuale di Frances Baard della Provincia del Capo Settentrionale in Sudafrica. 
In base al censimento del 2001 la sua popolazione è di 21.734 abitanti.
La sede amministrativa e legislativa è la città di Warrenton suo territorio si estende su una superficie di 1.541 km² ed è suddiviso in 5 circoscrizioni elettorali (wards). Il suo codice di distretto è NC093.

## Geografia fisica

### Confini
La municipalità locale di Magareng confina a nord con quella di Phokwane, a est con quelle di Lekwa-Teemane (Dr Ruth Segomotsi Mompati/Nordovest) e Tokologo (Lejweleputswa/Free State), a sud con quella di Sol Plaatje e a ovest con quelle di Greater Taung (Dr Ruth Segomotsi Mompati/Nordovest) e Dikgatlong.

### Città e comuni
- Ikutseng
- Warrenton
- Warrenvale

### Fiumi
- Harts
- Vaal

### Dighe
- Spitskop Dam
- Vaalharts-Studam